# Ichrak Chaïb
Pour les articles homonymes, voir Chaïb.
Ichrak Chaïb est une boxeuse algérienne née le 16 janvier 2001 à Constantine.

## Carrière
Sa carrière amateur est principalement marquée par une médaille de bronze remportée aux championnats du monde 2022 à Istanbul dans la catégorie des poids welters. Elle est éliminée en huitièmes de finale dans la catégorie des poids moyens aux Jeux olympiques d'été de 2020 à Tokyo.
Elle décroche la médaille d'argent dans la catégorie des moins de 66 kg aux Jeux méditerranéens de 2022 à Oran ainsi que la médaille d'or dans cette même catégorie aux Championnats d'Afrique de boxe amateur 2022 à Maputo.
Elle est médaillée d'or dans la catégorie des moins de 63 kg aux championnats d'Afrique de boxe amateur 2023 à Yaoundé ainsi qu'aux Jeux africains de 2023 à Accra.

## Palmarès

### Championnats du monde
- Médaille de bronze en -66 kg en 2022 à Istanbul, Turquie

### Championnats d'Afrique
- Médaille d'or en -66 kg en 2022 à Maputo, Mozambique
- Médaille d'or en -63 kg en 2023 à Yaoundé; Cameroun[4].

### Jeux africains
- Médaille d'or en -63 kg en 2024 à Accra, Ghana

### Jeux méditerranéens
- Médaille d'argent en -66 kg en 2022 à Oran, Algérie